# Jeglewo
Jeglewo (deutsch Tannenberg) ist eine Kolonie in der polnischen Woiwodschaft Ermland-Masuren, die zur Landgemeinde Banie Mazurskie (Benkheim) im Powiat Gołdapski (Kreis Goldap) gehört.

## Geographische Lage
Jeglewo liegt im Nordosten der Woiwodschaft Ermland-Masuren, 18 Kilometer von der einstigen Kreisstadt Angerburg (polnisch Węgorzewo) bzw. 21 Kilometer von der jetzigen Kreishauptstadt Gołdap (Goldap) entfernt.

## Geschichte
Der seinerzeit Tannenberg genannte kleine Ort wurde 1824 gegründet. Als Vorwerk mit vielen verstreut liegenden kleinen Gehöften war er eng verbunden mit der Gemeinde Polnisch Dombrowken (1904 bis 1945 Talheim, polnisch Dąbrówka Polska) im Amtsbezirk Benkheim (polnisch Banie Mazurskie), Kreis Angerburg im Regierungsbezirk Gumbinnen der preußischen Provinz Ostpreußen.
1867 zählte Tannenberg 128 Einwohner, 1885 waren es 150, und 1905 noch 134.
In Kriegsfolge kam der Ort 1945 mit dem gesamten südlichen Ostpreußen zu Polen. Heute gehört die jetzt „Jeglewo“ genannte Kolonie zum Schulzenamt (polnisch Sołectwo)  Dąbrówka Polska im Verbund der Landgemeinde Banie Mazurskie im Powiat Gołdapski, vor 1998 zur Woiwodschaft Suwałki, seither zur Woiwodschaft Ermland-Masuren gehörig.

## Religion
Tannenberg war bis 1945 in das evangelische Kirchspiel der Kirche in Benkheim (polnisch Banie Mazurskie) im Kirchenkreis Angerburg in der Kirchenprovinz Ostpreußen der Kirche der Altpreußischen Union bzw. in die katholische Pfarrei Goldap im Bistum Ermland eingepfarrt.
Heute gehört Jeglewo katholischerseits zur neu errichteten Pfarrei in Banie Mazurskie im Dekanat Gołdap im Bistum Ełk (Lyck) der Katholischen Kirche in Polen. Hier lebende evangelische Kirchenglieder sind Teil der Kirche in Gołdap, einer Filialkirche von Suwałki in der Diözese Masuren der Evangelisch-Augsburgischen Kirche in Polen.

## Verkehr
Jeglewo ist über eine Nebenstraße zu erreichen, die westlich von Banie Mazurskie (Benkheim) von der Woiwodschaftsstraße 650 (einstige deutsche Reichsstraße 136) abzweigt und über Dąbrówka Polska (Polnisch Dombrowken, 1904 bis 1945 Talheim) nach Grodzisko (Schloßberg, 1938 bis 1945 Heidenberg) und weiter bis in den Borkener Forst (auch: Borker Heide, polnisch Puszcza Borecka) führt. Bis 1945 war Popioły (Popiollen, 1938 bis 1945 Albrechtswiesen) die nächste Bahnstation an der – heute nicht mehr existenten – Bahnstrecke Angerburg–Goldap.